# Bruggmanniella oblita
Bruggmanniella oblita är en tvåvingeart som beskrevs av Tavares 1920. Bruggmanniella oblita ingår i släktet Bruggmanniella och familjen gallmyggor. Inga underarter finns listade i Catalogue of Life.